# 八代市街地循環バス

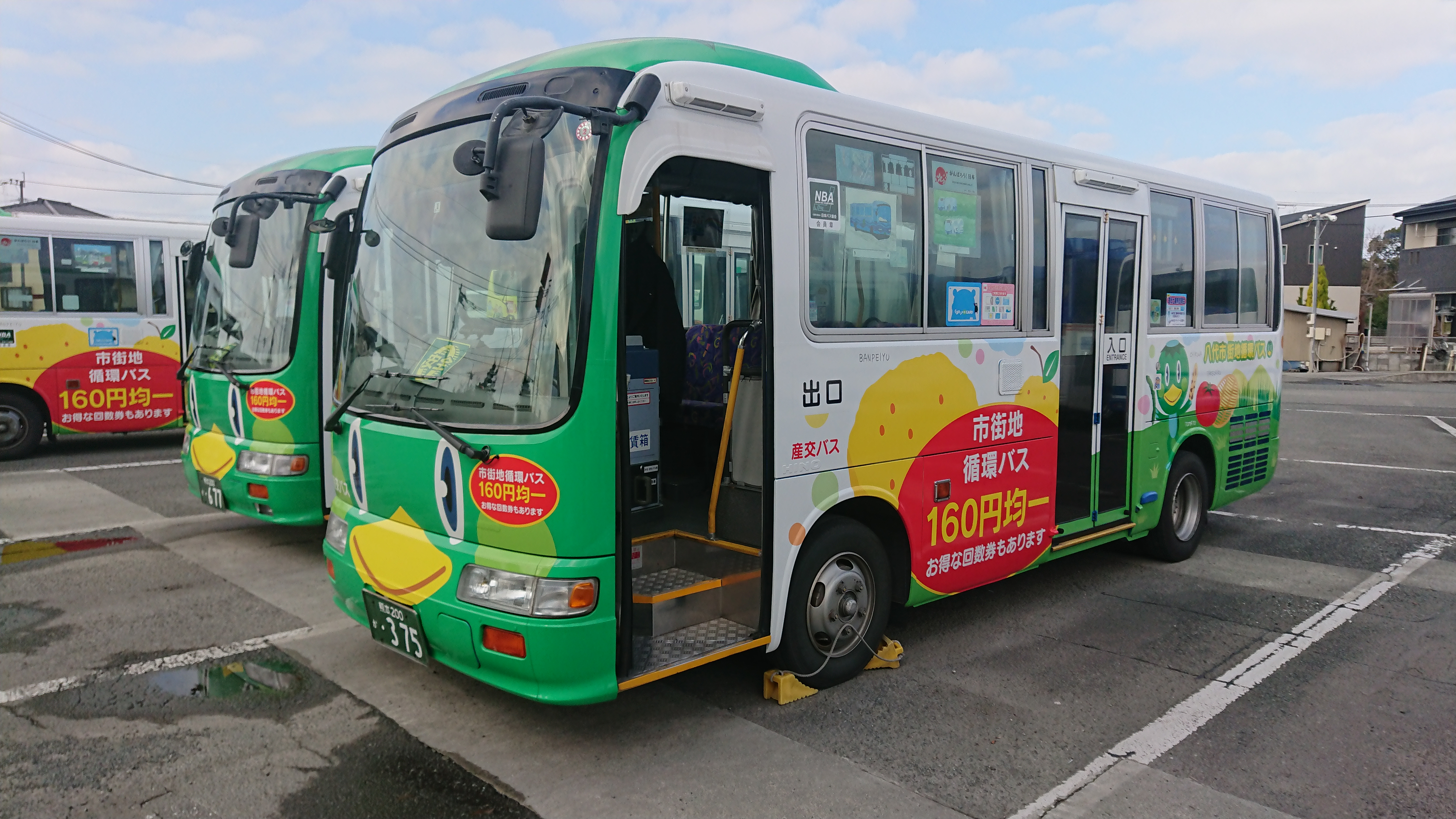
八代市市街地循環バス（まちバス・みなバス）
2017年10月からの専用車両

八代市街地循環バス（やつしろしがいちじゅんかんバス）は、熊本県八代市が運行するコミュニティバス。みなバス・まちバス・ゆめバス（麦島循環線）の3系統からなる。いずれも2010年10月1日から正式に運行開始した。産交バス（八代営業所）に運行を委託している。

## 運賃
- 1乗車につき大人（中学生以上）180円、小児（小学生以下）90円の均一運賃。
- みな・まち・ゆめ共通回数券（循環バス専用回数券） 1,000円（90円券×17枚）
- 八代郡市内1ヶ月フリー乗車券　一般5,000円
- 回数乗車券・SUNQパス・くまモンICカード・各社共通1日乗車券「わくわく1dayパス」熊本県内版・クレジットカード等によるタッチ決済は使用可。

### みなバス

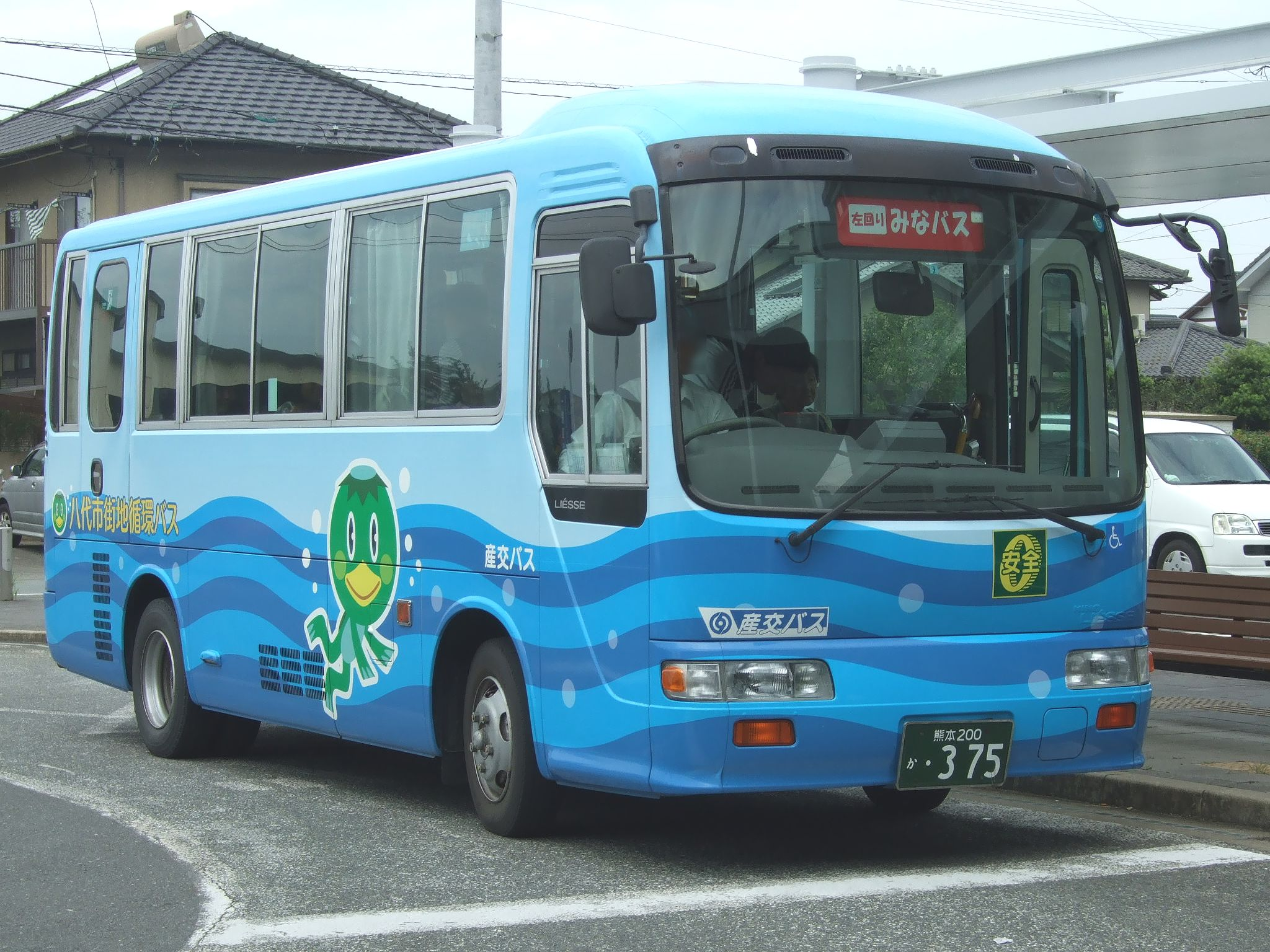
八代市街地循環バス（まちバス・みなバス）
2010年10月から2017年9月までの初代車両

2010年10月1日に、八代地区のバス路線ダイヤ改正に伴い新設された循環バス。ダイヤ改正前の第一環状線・第二環状線・イオン八代シャトルバスがこれにあたる。八代産交を起点・終点とし、八代宮前、八代市役所、本町緑地公園、熊本総合病院（旧：八代総合病院）、八代ハーモニーホール、八代駅前、新八代駅西口、熊本労災病院前、臨港線、イオン八代ショッピングセンター、熊本県立八代高等学校、八代市立博物館・未来の森ミュージアム、ゆめタウン八代など、八代市街地の主要施設を経由する。運行時刻は平日・土曜・日祝日共通で、左回り循環15便と右回り循環13便の2ルート28便からなる。過去の第一環状線・第二環状線の起点・終点は八代産交で、宮地・新八代駅東口なども経由しており、ゆめタウン八代・イオン八代ショッピングセンターは経由していなかった。
2017年10月のダイヤ改正により、八代市役所から八代産交へ起終点を変更し、系統番号の新設、左回りを2便増便、運賃の見直し、福正元町を経由するルートへ変更した。

#### 「みなバス」の路線

##### 2017年10月1日 -
- L1（旧：左1）左回り循環（毎日運行／1日15便）所要時間：約1時間10分

八代産交 → ゆめタウン → 中塩屋 → 東塩屋 → 北荒神町福祉センター前 → 八代宮前 →　八代市役所前 → 本町緑地公園 → 総合病院前 → 宮の町 → 出町 → やつしろハーモニーホール北口 →　労働基準監督署入口 → 大手町一丁目 → 大手町二丁目 → 楠町 → 八代駅前 →　萩原 →　福正元町 →　太田郷小学校前 → 上日置 → 上井上町 → 下井上町 → 新八代駅西口 → 労災病院前 → 自動車学校前 → 臨港線大村 → 消防署前 → 古閑上町 → 臨港線田中町 → 田中西町 → 永碇入口 → 古閑中入口 → 永碇北 → イオン八代ショッピングセンター → 高島 → 永碇第二 → 永碇 → 八代高校前 → 横手新町 → 松江町 → 松江通り → 検察庁・法務局・市博物館前 → 八代小学校入口 → ゆめタウン → 八代産交
- R1（旧：右1）右回り循環（毎日運行／1日13便）所要時間：約1時間8分1

八代産交 → ゆめタウン → 八代小学校入口 → 検察庁・法務局・市博物館前 → 松江通り → 松江町 → 横手新町 → 八代高校前 → 永碇 → 永碇第二 → 高島 → イオン八代ショッピングセンター → 永碇北 → 古閑中入口 → 永碇入口 → 田中西町 → 臨港線田中町 → 古閑上町 → 消防署前 → 臨港線大村 → 自動車学校前 → 労災病院前 → 新八代駅西口 → 下井上町 → 上井上町 → 上日置 → 太田郷小学校前 →　福正元町 →　萩原 →　八代駅前 → 楠町 → 大手町二丁目 → 大手町一丁目 → 労働基準監督署入口 → やつしろハーモニーホール北口 → 出町 → 通町 → 総合病院前 → 本町緑地公園 → 八代市役所前　→ 八代宮前 → 北荒神町福祉センター前 → 東塩屋 → 中塩屋 → ゆめタウン → 八代産交

##### 2010年10月1日 - 2017年9月30日
- 左回り循環（毎日運行／1日13便）所要時間：約57分

八代市役所前 → 本町緑地公園 → お城通 → 宮の町 → やつしろハーモニーホール前 →　新町 → 大手町一丁目 → 大手町二丁目 → 楠町 → 八代駅前 →　太田郷小学校前 → 上日置 → 上井上町 → 下井上町 → 新八代駅西口 → 労災病院前 → 自動車学校前 → 臨港線大村 → 消防署前 → 臨港線田中町 → 田中西町 → 永碇入口 → 古閑中入口 → 永碇北 → イオン八代ショッピングセンター → 高島 → 永碇第二 → 永碇 → 八代高校前 → 横手新町 → 松江町 → 松江通り → 検察庁・法務局・市博物館前 → 八代小学校入口 → 八代産交 → ゆめタウン → 八代産交 → 中塩屋 → 東塩屋 → 北荒神町福祉センター前 → 八代宮前 →　八代市役所前
- 右回り循環（毎日運行／1日13便）所要時間：約57分

八代市役所前 → 八代宮前 → 北荒神町福祉センター前 → 東塩屋 → 中塩屋 → 八代産交 → ゆめタウン → 八代産交 → 八代小学校入口 → 検察庁・法務局・市博物館前 → 松江通り → 松江町 → 横手新町 → 八代高校前 → 永碇 → 永碇第二 → 高島 → イオン八代ショッピングセンター → 永碇北 → 古閑中入口 → 永碇入口 → 田中西町 → 臨港線田中町 → 消防署前 → 臨港線大村 → 自動車学校前 → 労災病院前 → 新八代駅西口 → 下井上町 → 上井上町 → 上日置 → 太田郷小学校前 →　八代駅前 → 楠町 → 大手町二丁目 → 大手町一丁目 → 八代たばこ産業前 → やつしろハーモニーホール入口 → 出町 → 通町 → お城通 → 本町緑地公園 → 八代市役所前

### まちバス
2010年10月1日に、八代地区のバス路線ダイヤ改正に伴い新設された循環バス。2010年9月30日まで運行していた宮原線（文政経由）の一部の区間（八代市役所前～イオン八代ショッピングセンター）と、市民球場線の一部の区間（八代市役所前～市民球場前）の2系統を1つに集約させた路線となっている。現在は八代産交を起点とし、八代市街地北西部（イオン八代ショッピングセンター、田中町、市民球場前）を結ぶ。運行時刻は平日・土曜・日祝日共通で、右回り循環8便と左回り循環8便の2ルート計16便からなる。
2017年10月ダイヤ改正で八代市役所から八代産交へ起終点を変更し、系統番号の新設、運賃の見直し、これまでの経路に加え、野上・八代駅前・出町・ゆめタウン八代を経由するルートへ変更した。
2020年10月ダイヤ改正で、サテライト八代を経由するルートへ変更した。

#### 「まちバス」の路線

##### 2020年10月1日 -
- L2 左回り循環（毎日運行/1日8便） 所要時間：約65分

八代産交 → ゆめタウン → 八代小学校入口 → 検察庁・法務局・市博物館前 → 厚生会館前 → 八代宮前 → 八代市役所前 → 本町緑地公園 → 総合病院前　→ 宮の町 → 袋町 → 総合体育前 → 旭中央第二 → 旭中央 → 八代駅前 → 楠町 → 大手町一丁目 → 大手町二丁目 → 労働基準監督署入口 → やつしろハーモニーホール北口 → 出町 → 通町 → 代陽小学校前 → 八代東高校前 → 秀岳館高校前 → 横手郵便局前 → 田中町 → 古閑中町 → 若宮団地前 → 市民球場前 → 若宮団地前 → 古閑中町 → 北部中央公園前 → 保育園前 → 田中北町 → 田中西横 → 古閑中入口 → 永碇北 → イオン八代ショッピングセンター → 高島第二 → サテライト八代 → 高島第二 → 高島 → 永碇第二 → 永碇 → 河原町 → 松崎 → 八代小学校入口 →  ゆめタウン → 八代産交
- R2 右回り循環（毎日運行/1日8便） 所要時間：約64分※「総合病院前」バス停には停車しないので注意が必要。

八代産交 → ゆめタウン → 八代小学校入口 → 松崎 → 河原町 → 永碇 → 永碇第二 → 高島 → 高島第二 → サテライト八代 → 高島第二 → イオン八代ショッピングセンター → 永碇北 → 古閑中入口 → 田中西横 → 田中北町 → 保育園前 → 北部中央公園前 → 古閑中町 → 若宮団地前 → 市民球場前 → 若宮団地前 → 古閑中町 → 田中町 → 横手郵便局前 → 秀岳館高校前 → 八代東高校前 → 代陽小学校前 → 通町 → 出町 → やつしろハーモニーホール北口 → 労働基準監督署入口 → 大手町二丁目 → 大手町一丁目 → 楠町 → 八代駅前 → 旭中央 → 旭中央第二 → 総合体育前 → 袋町 → 宮の町 → 本町緑地公園 → 八代市役所前 → 八代宮前 → 厚生会館前 → 検察庁・法務局・市博物館前 → 八代小学校入口 → ゆめタウン → 八代産交

##### 2017年10月1日 - 2020年9月30日
- 左2 左回り循環（毎日運行/1日8便） 所要時間：約60分

八代産交 → ゆめタウン → 八代小学校入口 → 検察庁・法務局・市博物館前 → 厚生会館前 → 八代宮前 → 八代市役所前 → 本町緑地公園 → 総合病院前　→ 宮の町 → 袋町 → 総合体育前 → 旭中央第二 → 旭中央 → 八代駅前 → 楠町 → 大手町一丁目 → 大手町二丁目 → 八代たばこ産業前 → やつしろハーモニーホール北口 → 出町 → 通町 → 代陽小学校前 → 八代東高校前 → 秀岳館高校前 → 横手郵便局前 → 田中町 → 古閑中町 → 若宮団地前 → 市民球場前 → 若宮団地前 → 古閑中町 → 北部中央公園前 → 保育園前 → 田中北町 → 田中西横 → 古閑中入口 → 永碇北 → イオン八代ショッピングセンター → 高島 → 永碇第二 → 永碇 → 河原町 → 松崎 → 八代小学校入口 → ゆめタウン → 八代産交
- 右2 右回り循環（毎日運行/1日8便） 所要時間：約60分※「総合病院前」バス停には停車しない。

八代産交 → ゆめタウン → 八代小学校入口 → 松崎 → 河原町 → 永碇 → 永碇第二 → 高島 → イオン八代ショッピングセンター → 永碇北 → 古閑中入口 → 田中西横 → 田中北町 → 保育園前 → 北部中央公園前 → 古閑中町 → 若宮団地前 → 市民球場前 → 若宮団地前 → 古閑中町 → 田中町 → 横手郵便局前 → 秀岳館高校前 → 八代東高校前 → 代陽小学校前 → 通町 → 出町 → やつしろハーモニーホール北口 → 八代たばこ産業前 → 大手町二丁目 → 大手町一丁目 → 楠町 → 八代駅前 → 旭中央 → 旭中央第二 → 総合体育前 → 袋町 → 宮の町 → 本町緑地公園 → 八代市役所前 → 八代宮前 → 厚生会館前 → 検察庁・法務局・市博物館前 → 八代小学校入口 → ゆめタウン → 八代産交

##### 2010年10月1日 - 2017年9月30日
- 左回り循環（毎日運行/1日8便） 所要時間：約34分

八代市役所前 → 本町緑地公園 → 代陽小学校前 → 八代東高校前 → 秀岳館高校前 → 横手郵便局前 → 田中町 → 古閑中町 → 若宮団地前 → 市民球場前 → 若宮団地前 → 古閑中町 → 北部中央公園前 → 保育園前 → 田中北町 → 田中西横 → 古閑中入口 → 永碇北 → イオン八代ショッピングセンター → 高島 → 永碇第二 → 永碇 → 河原町 → 松崎 →  検察庁・法務局・市博物館前 → 厚生会館前 → 八代宮前 → 八代市役所前
- 右回り循環（毎日運行/1日8便） 所要時間：約34分

八代市役所前 → 八代宮前 → 厚生会館前 → 検察庁・法務局・市博物館前 → 松崎 → 河原町 → 永碇 → 永碇第二 → 高島 → イオン八代ショッピングセンター → 永碇北 → 古閑中入口 → 田中西横 → 田中北町 → 保育園前 → 北部中央公園前 → 古閑中町 → 若宮団地前 → 市民球場前 → 若宮団地前 → 古閑中町 → 田中町 → 横手郵便局前 → 秀岳館高校前 → 八代東高校前 → 代陽小学校前 → 本町緑地公園 → 八代市役所前

### ゆめバス

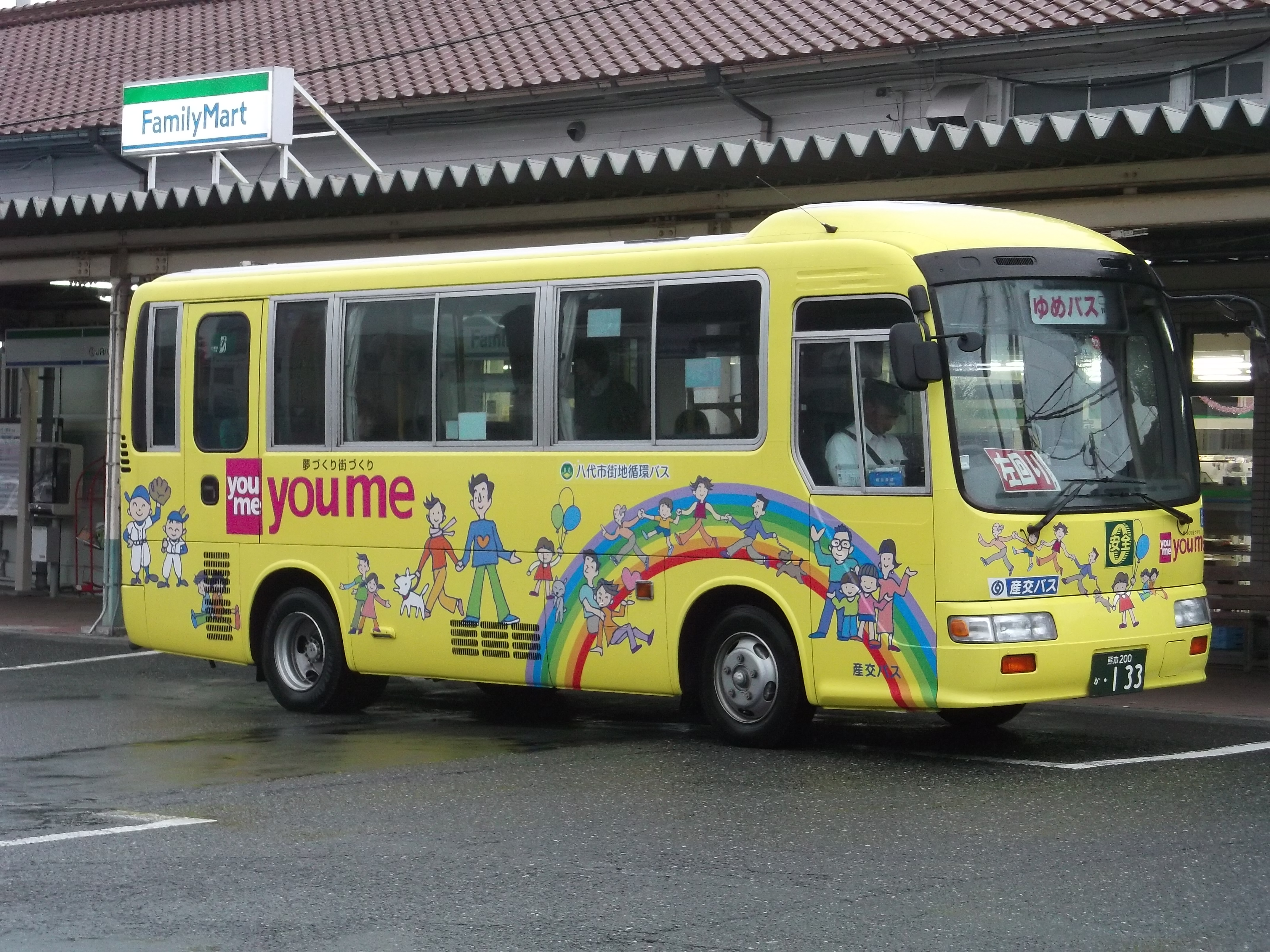
ゆめバス

ゆめタウン八代から八代宮、八代市役所などの市内中心部や八代駅前、旭中央通りを経由し、麦島地区を結ぶ。運行時刻は平日・土曜・日祝日共通で、右回り循環9便と左回り循環9便の2ルート18便からなる。麦島地区の路線バス導入は「ゆめバス」が初めてであり、2010年9月30日まで運行されていた八代駅前線（八代産交 - 八代宮 - 出町 - 八代駅前）の役割も同バスが担っている。
2017年10月ダイヤ改正により、系統番号の新設、運賃や所要時間の見直しを行った。

#### 「ゆめバス」の路線

##### 2017年10月1日 -
- L3（旧：左3）左回り循環（毎日運行／1日9便） 所要時間：約32分

ゆめタウン → 八代三中前 → 古城町 → 麦島公民館前 → 迎町交差点 → 八代実業専門学校前 → 迎町 → 麦島 → 旭中央第二 → 旭中央 → 八代駅前 → 楠町 → 大手町一丁目 → 大手町二丁目 → 労働基準監督署入口 → やつしろハーモニーホール北口 → 出町 → 通町 → 総合病院前 → 本町緑地公園 → 八代市役所前 → 八代宮前 → 北荒神町福祉センター前 → 東塩屋 → 中塩屋 → 八代産交 → ゆめタウン
- R3（旧：右3）右回り循環（毎日運行／1日9便） 所要時間：約36分

ゆめタウン → 八代産交 → 中塩屋 → 東塩屋 → 北荒神町福祉センター前 → 八代宮前 → 八代市役所前 → 本町緑地公園 → 総合病院前 → 宮の町 → やつしろハーモニーホール正面玄関前 → 新町 → 大手町二丁目 → 大手町一丁目 → 楠町 → 八代駅前 → 旭中央 → 旭中央第二 → 麦島 → 迎町 → 八代実業専門学校前 → 迎町交差点 → 麦島公民館前 → 古城町 → 八代三中前 → ゆめタウン

##### 2010年10月1日 - 2017年9月30日
- 左回り循環（毎日運行／1日9便） 所要時間：約35分

ゆめタウン → 八代三中前 → 古城町 → 古城公民館前 → 病院前 → 八代実業専門学校前 → 迎町 → 麦島 → 旭中央第二 → 旭中央 → 八代駅前 → 楠町 → 大手町一丁目 → 大手町二丁目 → 八代たばこ産業前 → やつしろハーモニーホール入口 → 出町 → 通町 → お城通 → 本町緑地公園 → 八代市役所前 → 八代宮前 → 北荒神町福祉センター前 → 東塩屋 → 中塩屋 → 八代産交 → ゆめタウン
- 右回り循環（毎日運行／1日9便） 所要時間：約35分

ゆめタウン → 八代産交 → 中塩屋 → 東塩屋 → 北荒神町福祉センター前 → 八代宮前 → 八代市役所前 → 本町緑地公園 → お城通 → 宮の町 → やつしろハーモニーホール前 → 新町 → 大手町二丁目 → 大手町一丁目 → 楠町 → 八代駅前 → 旭中央 → 旭中央第二 → 麦島 → 迎町 → 八代実業専門学校前 → 病院前 → 古城公民館前 → 古城町 → 八代三中前 → ゆめタウン

## 車両

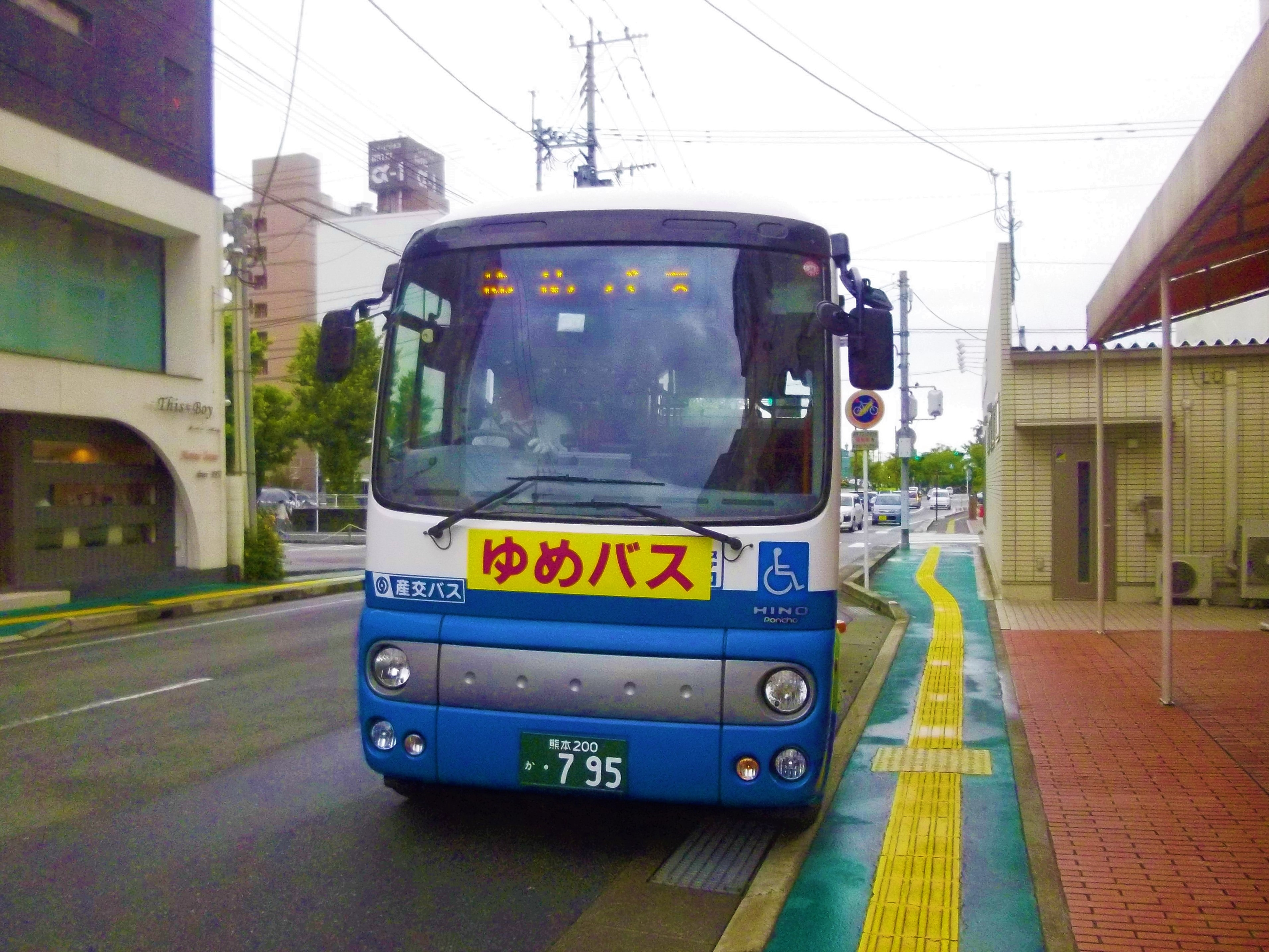
「ゆめバス」の代走に入る一般路線用小型車（日野・ポンチョ）

まちバス・みなバスには、同一デザインのラッピングを施した車両を使用する。
2017年10月1日運行分より、一部のバスの車体ラッピングのデザイン更新を行った。
- 日野・リエッセ
  - まちバス・みなバス - LEDの行先表示の河童のイラストが描かれたラッピングバス
  - ゆめバス - LEDの行先表示のゆめタウンのイラストが描かれたラッピングバス
  - 八代市街地循環バス専用車両ならびにゆめバス専用車両が車両点検等の場合、LEDの行先表示の一般路線車が使用される。
- 日野・ポンチョ
  - 八代市街地循環バス専用車両ならびにゆめバス専用車両が車両点検等の場合、LEDの行先表示の一般路線車が使用される。
- 三菱ふそう・ローザ
  - 八代市街地循環バス専用車両ならびにゆめバス専用車両が車両点検等の場合、LEDの行先表示の一般路線車が使用される。